# William Strickland

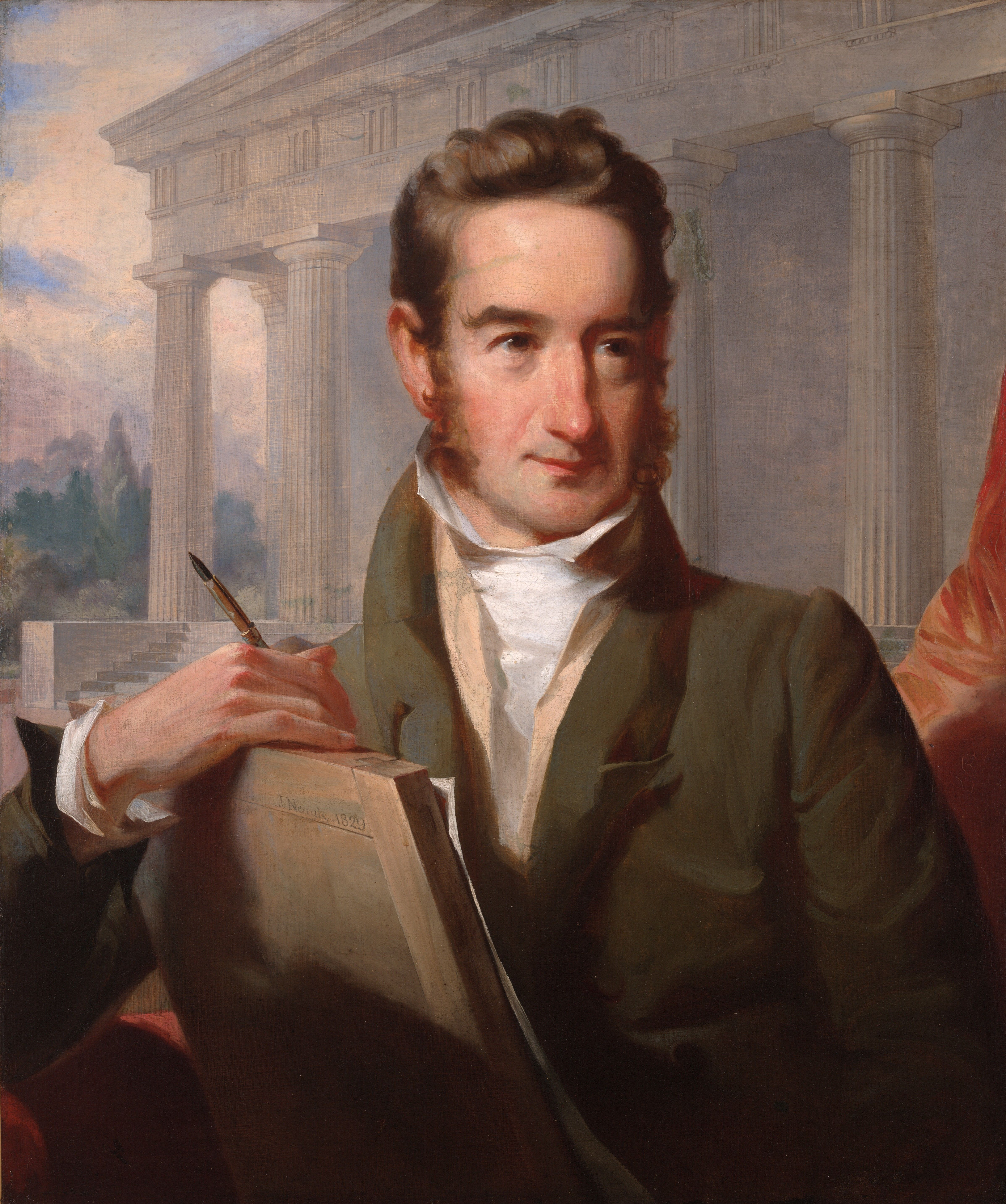
Retrato de 1829 de Strickland por John Neagle. A pintura retrata o arquiteto em pé diante o Segundo Banco dos Estados Unidos da América, Filadélfia. Encontra-se preservada na Yale University Art Gallery.

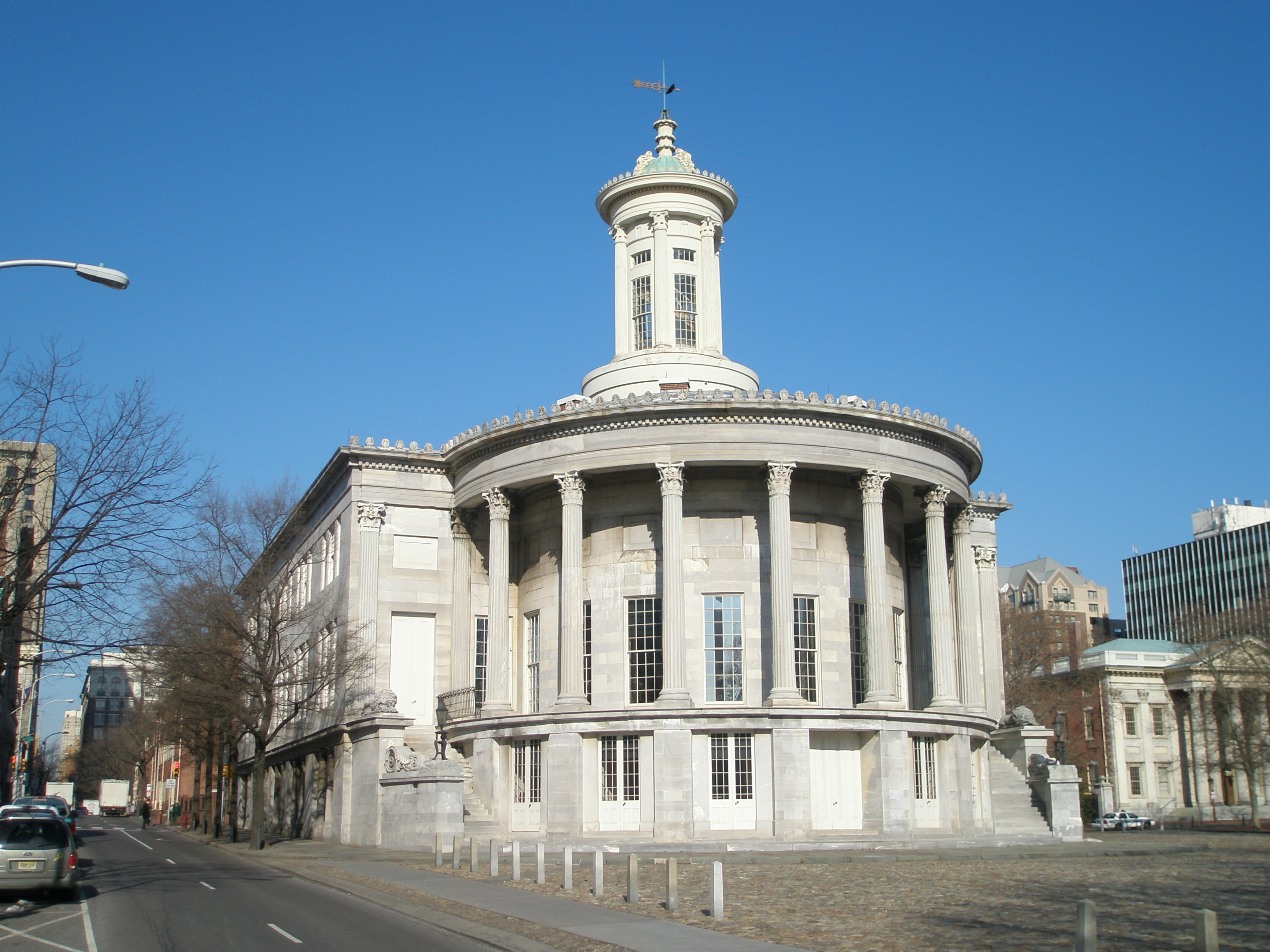
A Bolsa de Filadélfia.

William Strickland (novembro de 1788 — abril de 1854) foi um arquiteto, engenheiro, pintor e cenógrafo da Filadélfia, Nashville, Tennessee. Aluno de Benjamin Henry Latrobe e mentor de Thomas Ustick Walter, Stickland foi um arquiteto neoclássico e um dos fundadores do movimento revivalista neogrego nos Estados Unidos e um dos primeiros proponentes das ferrovias.
A sua primeira obra de relevo foi o Second Bank of the United States, iniciada depois de 1815, que se baseou no modelo do Pártenon.
Realizara também o Capitólio de Nashville, enquanto que a obra melhor conseguida de Strickland pode ser observada na ex-Bolsa de Filadélfia, iniciada nos anos trinta do século XIX e caracterizada por uma fonte claramente inspirada no monumento corégico de Lisícrates.